# Hrabstwo Worth (Georgia)
Hrabstwo Worth, to hrabstwo położone w stanie Georgia, w USA. Siedzibą hrabstwa jest miasteczko Sylvester.

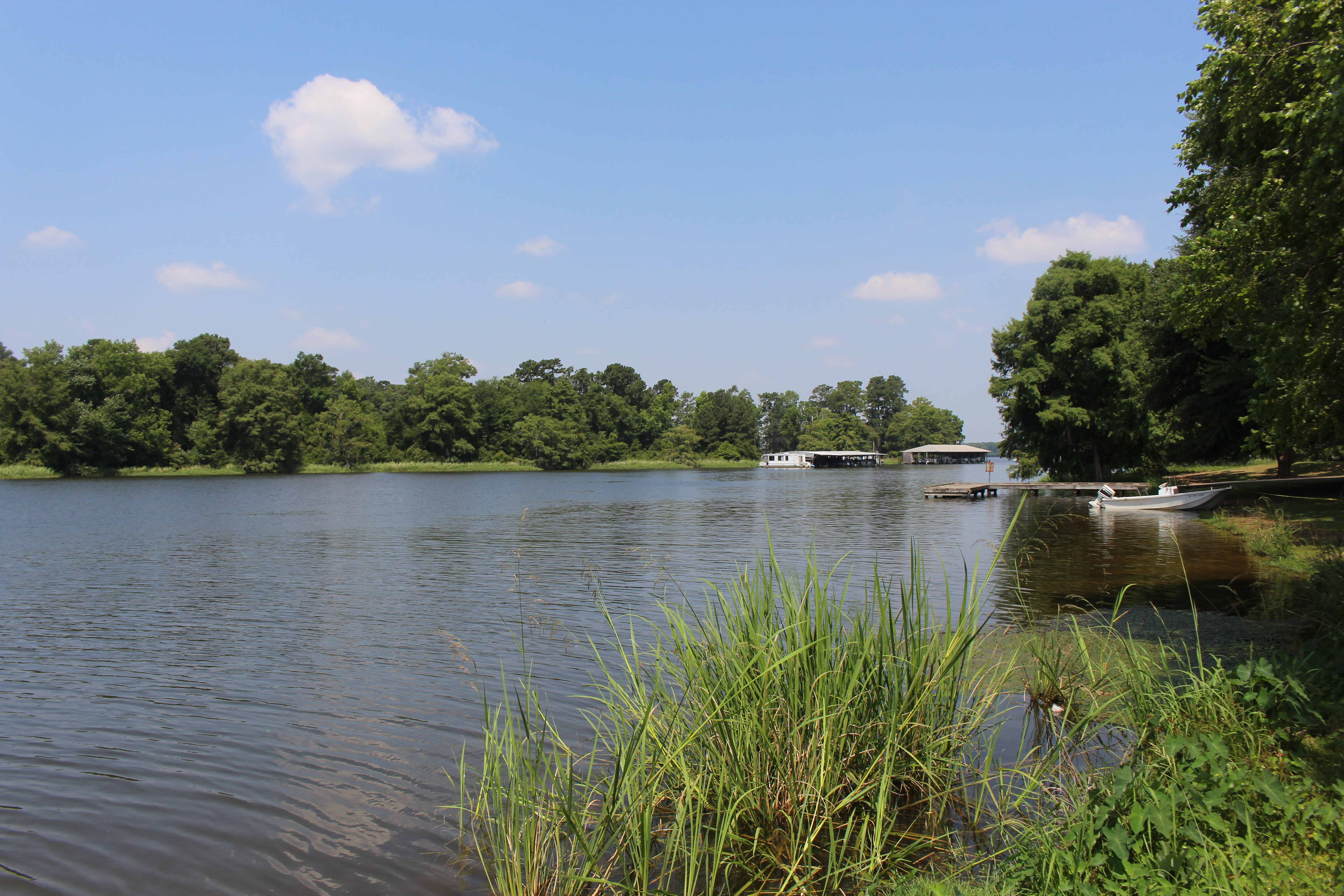
Jezioro Blackshear

## Miejscowości
- Sylvester
- Sumner
- Poulan
- Warwick

## Sąsiednie hrabstwa
- Hrabstwo Crisp – północ
- Hrabstwo Tift – wschód
- Hrabstwo Turner – północny wschód
- Hrabstwo Colquitt – południe
- Hrabstwo Mitchell – południowy zachód
- Hrabstwo Lee – północny zachód
- Hrabstwo Dougherty – zachód

## Demografia
Według spisu z 2020 roku liczy 20,8 tys. mieszkańców, co oznacza spadek o 4,1% w porównaniu z poprzednim spisem z roku 2010. Według danych pięcioletnich z 2021 roku 68,9% to biali (66,7% nie licząc Latynosów), 28,2% czarnoskórzy lub Afroamerykanie, 1,7% miało rasę mieszaną, 0,8% Azjaci i 0,3% rdzenna ludność Ameryki. Latynosi stanowili 2,9% populacji hrabstwa.

## Religia
W 2020 roku krajobraz religijny hrabstwa zdominowany jest przez społeczności baptystyczne (30 zborów), metodystyczne (10 zborów) i ewangelikalno–zielonoświątkowe (8 zborów). 

## Polityka
Hrabstwo jest silnie republikańskie, gdzie w wyborach prezydenckich w 2020 roku, 73,6% głosów otrzymał Donald Trump i 25,8% przypadło dla Joe Bidena. 